# 가화로
가화로(Gahwa-ro)는 경기도 가평군 가평읍 가평오거리와 강원특별자치도 화천군 사내면 광덕초등학교를 잇는 도로이다. 가평군과 화천군을 잇는 도로로 가평의 '가'와 화천의 '화'를 따서 도로명이 부여되었다. 전 구간 국도 제75호선에 속한다. 

하지만 화천군 전체가 아닌 사내면과 상서면에서만 이 도로를 이용하는게 편리하다. 실제 가평읍과 화천읍 간 최단 경로는 홍적고개를 지나 가평군에서 춘천시 북부를 잇는 화악지암길로, 화악지암길을 경유시 가화로의 일부 구간을 지난다. 화악지암길은 도로 선형이 나빠서 춘천시 서면까지 경춘로를 이용하는게 조금 빠르다.

## 연혁
- 2009년 7월 10일 : 2개 이상 시·도에 걸쳐 있는 도로로 가화로를 고시[1]

## 주요 경유지
경기도
- 가평군 (가평읍 · 북면)

강원특별자치도
- 화천군 사내면

## 노선
| 이름                        | 접속 노선                                                             | 소재지 | 소재지                                  | 비고                                     |
| --------------------------- | --------------------------------------------------------------------- | ------ | --------------------------------------- | ---------------------------------------- |
| 가평오거리                  | 국도 제75호선 지방도 제391호선 (호반로) 국도 제46호선 (경춘로) 석봉로 | 가평군 | 가평읍                                  | 국도 제75호선 구간 지방도 제391호선 구간 |
| 읍내파출소앞삼거리          | 비석거리길                                                            | 가평군 | 가평읍                                  | 국도 제75호선 구간 지방도 제391호선 구간 |
| 가평터미널                  |                                                                       | 가평군 | 가평읍                                  | 국도 제75호선 구간 지방도 제391호선 구간 |
| 가평경찰서앞 교차로         |                                                                       | 가평군 | 가평읍                                  | 국도 제75호선 구간 지방도 제391호선 구간 |
| 읍내사거리                  | 보납로                                                                | 가평군 | 가평읍                                  | 국도 제75호선 구간 지방도 제391호선 구간 |
| 신미식품앞삼거리            | 석봉로                                                                | 가평군 | 가평읍                                  | 국도 제75호선 구간 지방도 제391호선 구간 |
| 계량교                      | 문화로 가평제방길                                                     | 가평군 | 가평읍                                  | 국도 제75호선 구간 지방도 제391호선 구간 |
| 승안삼거리                  | 용추로 계량촌길                                                       | 가평군 | 가평읍                                  | 국도 제75호선 구간 지방도 제391호선 구간 |
| 마장교                      | 각담말길                                                              | 가평군 | 가평읍                                  | 국도 제75호선 구간 지방도 제391호선 구간 |
| 노루목고개                  |                                                                       | 가평군 | 가평읍                                  | 국도 제75호선 구간 지방도 제391호선 구간 |
| 북면                        |                                                                       | 가평군 |                                         | 국도 제75호선 구간 지방도 제391호선 구간 |
| 목동교                      |                                                                       | 가평군 |                                         | 국도 제75호선 구간 지방도 제391호선 구간 |
| 목동삼거리                  | 지방도 제391호선 (화악산로)                                           | 가평군 |                                         | 국도 제75호선 구간 지방도 제391호선 구간 |
| 목동2교 제령교              |                                                                       | 가평군 | 국도 제75호선 구간                      |                                          |
| (백둔리입구)                | 백둔로                                                                | 가평군 | 국도 제75호선 구간                      |                                          |
| 도대리상교 도대1교 도대리교 |                                                                       | 가평군 | 국도 제75호선 구간                      |                                          |
| 관청교                      | 관청큰골길                                                            | 가평군 | 국도 제75호선 구간                      |                                          |
| 명화동삼거리                | 지방도 제368호선 (논남기길)                                           | 가평군 | 국도 제75호선 구간                      |                                          |
| 삼팔교                      |                                                                       | 가평군 | 국도 제75호선 구간                      |                                          |
| 도마치                      |                                                                       | 가평군 | 국도 제75호선 구간 해발 690m            |                                          |
| 도마치                      | 화천군                                                                | 사내면 | 국도 제75호선 구간 해발 690m            |                                          |
| 도마치교 반암교             | 화천군                                                                | 사내면 |                                         | 국도 제75호선 구간                       |
| 광덕초등학교                | 화천군                                                                | 사내면 | 국도 제75호선 지방도 제463호선 (포화로) | 국도 제75호선 구간                       |

## 주요 건물 및 시설
- 가평소방서 (경기도 가평군 가평읍 가화로 36)
- 가평농수산물마켓 (경기도 가평군 가평읍 가화로 37)
- 읍내파출소 (경기도 가평군 가평읍 가화로 38)
- 가평터미널 (경기도 가평군 가평읍 가화로 51)
- 가평경찰서 (경기도 가평군 가평읍 가화로 61)
- 가평읍 행정복지센터 (경기도 가평군 가평읍 가화로 62)
- 가평중앙도서관 (경기도 가평군 가평읍 가화로 64)
- 읍내9리마을회관 (경기도 가평군 가평읍 가화로 152)
- 가평군보건소 (경기도 가평군 가평읍 가화로 155-18)
- 가평군노인복지관 (경기도 가평군 가평읍 가화로 161)
- 한국전력공사 가평지사 (경기도 가평군 가평읍 가화로 169-11)
- 의정부지방법원 가평군법원 (경기도 가평군 가평읍 가화로 180)
- 경기도산림환경연구소 (경기도 가평군 가평읍 가화로 265)
- 이곡2리마을회관 (경기도 가평군 북면 가화로 939)
- 가평북면우체국 (경기도 가평군 북면 가화로 967)
- 목동유원지 (경기도 가평군 북면 가화로 969)
- 가평산내들체험마을 (구 목동초등학교, 경기도 가평군 북면 가화로 1059)
- 명지산생태전시관 (경기도 가평군 북면 가화로 2089-42)
- 도대리보건진료소 (경기도 가평군 북면 가화로 2460)
- 도대2리마을회관 (경기도 가평군 북면 가화로 2462)
- 목동초등학교 명지분교 (경기도 가평군 북면 가화로 2680)
- 광덕3리마을회관 (강원특별자치도 화천군 사내면 가화로 555-20)